# Sanni Leinonen
Sanni Leinonen finsk alpin skidåkare född 8 november 1989. Deltog 2007 i Åre i sitt första världsmästerskap där hon blev 30:e i slalom.
Hon har vunnit tre FM-guld och kommit som bäst elva i VM. Hon skadade sig vintern 2010/11.
Hon meddelade den 14 augusti 2012 att hon avslutar sin karriär som aktiv idrottare, bara 22 år gammal. Det ständiga resandet och hårda tävlandet fick henne att fatta detta beslut.